# Charles Edmund Nugent
Pour les articles homonymes, voir Nugent.
Charles Edmund Nugent, né vers 1759 et mort le 7 janvier 1844 à Aldenham, est un amiral britannique de la Royal Navy.
Il participe à la guerre d'indépendance des États-Unis, aux guerres de la Révolution française et aux guerres napoléoniennes.
Il est Admiral of the fleet à la fin de sa carrière.